# 福島県道62号原町二本松線
福島県道62号原町二本松線（ふくしまけんどう62ごう はらまちにほんまつせん）は、福島県南相馬市から二本松市に至る県道（主要地方道）である。

## 概要
福島県浜通りの南相馬市原町区本町及び原町区南町の南町1丁目交差点から西へ向かい、阿武隈高地を横断して相馬郡飯舘村、伊達郡川俣町山木屋地区を経て、中通りの二本松市内を通る国道4号に接続する。南相馬市原町区高倉の高の倉ダム上流から飯舘村蕨平まで約9 kmの区間は未舗装である。また、同区間は道幅が1車線ほどしかなくすれ違いが困難のため、大型車の通行は禁止されている。

### 路線データ
- 起点：福島県南相馬市原町区本町1丁目
- 終点：福島県二本松市榎戸（安達ヶ原入口交差点）
- 総延長：59.800 km[1]
- 重用延長：5.747 km[1]
- 実延長：54.053 km[1]
- 未舗装：8.706 km[1]

## 歴史
- 1993年（平成5年）5月11日 - 建設省から、県道山木屋二本松線・県道山木屋原町線が原町二本松線として主要地方道に指定される[2]。
- 1994年（平成6年）4月1日 - 福島県によって現在の県道路線が県道認定される[3]。

## 路線状況

### 福島第一原発事故に伴う通行止め
2011年3月11日に発生した福島第一原子力発電所事故に伴う、原子力災害対策特別措置法の原子力災害対策本部長権限に基づく帰還困難区域の設定により、2012年7月17日より飯舘村長泥から比曽までの約8 kmの区間が通行止め。

### 重用路線
- 国道114号（伊達郡川俣町山木屋問屋 - 同郡同町山木屋字細畑東山）
- 福島県道40号飯野三春石川線（二本松市太田字若宮 - 同市下長折字藤）

### 災害による通行止め
落石崩壊のおそれにより、2011年4月18日より南相馬市原町区高倉字立石 - 相馬郡飯舘村比曽字蕨平までの約15.5kmの区間が通行止め。

### 道路施設
西町橋
- 全長：24.4m
- 幅員：6.0（12.0）m
- 形式：PCプレテン単純中空床版桁橋
- 竣工：2004年度

南相馬市原町区にて二級水系新田川水系大木戸川支流の笹部川を渡る。橋を含む周辺の当路線が西町3丁目と大木戸字金場の大字境となっている。橋上は上下対向2車線で供用されており、幅員2.5mの歩道が両側に設置されている。歩道幅員の拡幅による歩行者安全性向上のために笹部川の放水路建設と合わせ架け替えられた。総工費は8400万円。
苅屋沢橋
- 全長：21.2m
- 幅員：10.0m
- 竣工：1988年[6]

南相馬市原町区西町3丁目から大木戸字大鹿、字金場に至り、二級水系新田川水系大木戸川を渡る。
欠下橋
- 全長：23.6m
- 幅員：6.1m
- 竣工：1969年[7]

南相馬市原町区高倉字欠下から字神前に跨り、二級水系新田川水系水無川を渡る。上下対向2車線で供用され、歩道は設置されていない。
羽山橋
- 全長：19.7m
- 幅員：7.3m
- 竣工：1971年[7]

南相馬市原町区高倉字北屋敷から字孫四郎、字西原に跨り、二級水系新田川水系水無川を渡る。上下対向2車線で供用され、歩道は設置されていない。当橋梁より高ノ倉ダム建設に伴う付替えが行われた区間である。
川内平橋
- 全長：31.1m
- 幅員：6.3m[7]

東国見橋
- 全長：20.6m
- 幅員：6.3m[7]

国見大橋
- 全長：31.1m
- 幅員：6.3m
- 竣工：いずれも1972年[7]

南相馬市原町区高倉の高ノ倉ダム右岸にて谷を渡る橋梁である。いずれも橋上は上下対向2車線で供用され、歩道は設置されていない。
浅川橋
- 全長：30.7m
- 幅員：8.7m
- 竣工：1974年[7]

二本松市中森から浅川に跨り、一級水系阿武隈川水系浅川を渡る。橋上は上下対向2車線で供用され、歩道は設置されていない。
安達ヶ橋

## 地理

### 通過する自治体
- 福島県
  - 南相馬市
  - 双葉郡浪江町 - 南相馬市、飯舘村との三市町村境にてごく僅かに通過する。
  - 相馬郡飯舘村
  - 伊達郡川俣町
  - 二本松市

### 交差する道路
- 南相馬市内

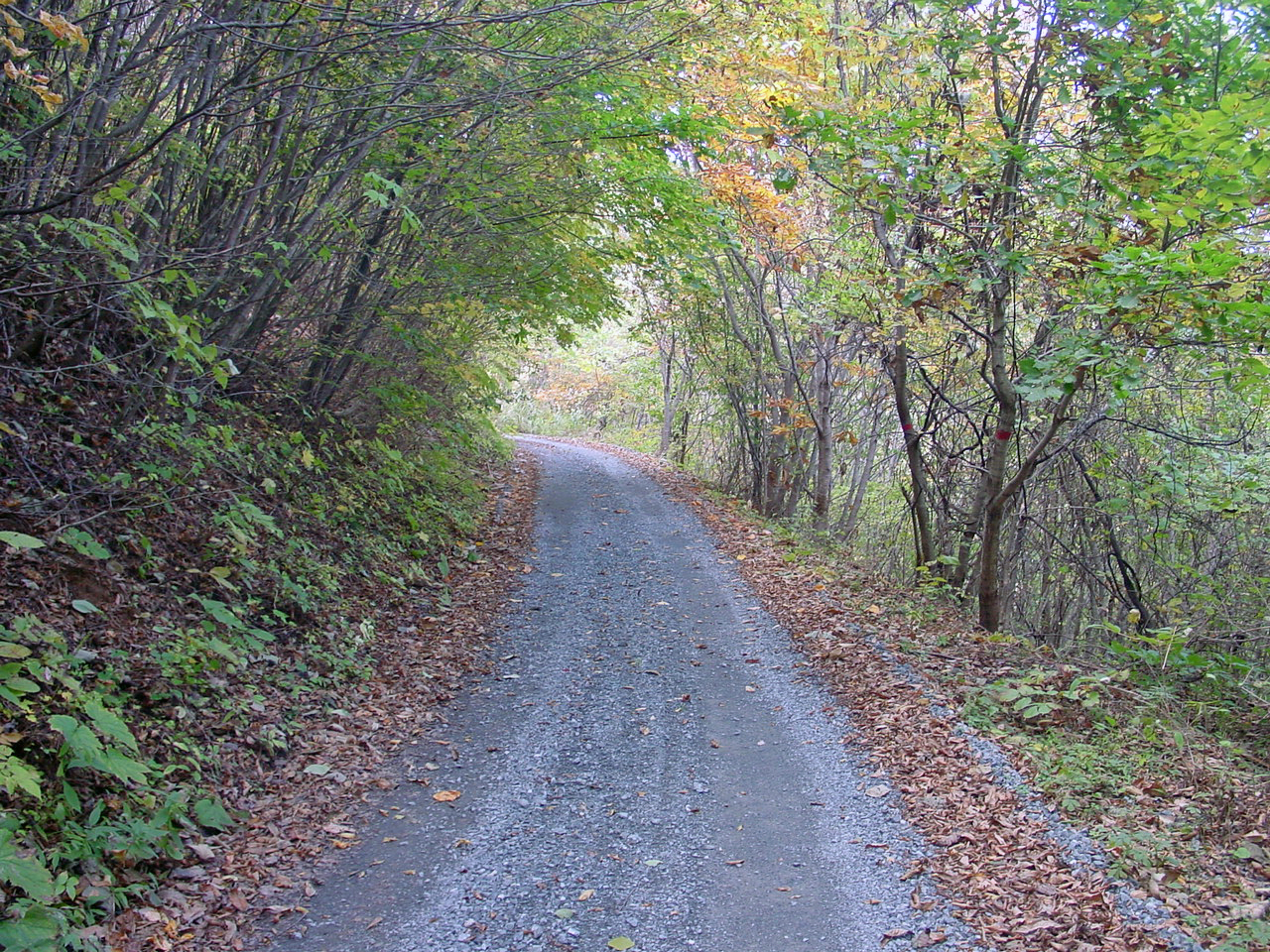
南相馬市と飯舘村との境付近。未舗装区間が続く（2005年11月）

  - 福島県道49号原町浪江線（福島県道120号浪江鹿島線重用区間）・福島県道74号原町海老相馬線（原町区本町1丁目（四ツ葉交差点） 起点）
  - 福島県道34号相馬浪江線（原町区大木戸字八方内）
- 飯舘村内
  - 国道399号（長泥字長泥）
- 川俣町内
  - 国道114号 浪江町方面（山木屋字問屋）
  - 国道114号 福島市方面（山木屋字細畑東山）
- 二本松市内
  - 国道349号（針道字蔵下）
  - 福島県道117号二本松川俣線（木幡字上越）
  - 福島県道40号飯野三春石川線 福島市方面（太田字若宮）
  - 福島県道303号石沢荻田線（太田字荻ノ田）
  - 福島県道40号飯野三春石川線 石川町方面（下長折字藤）
  - 国道4号二本松バイパス（福島県道117号二本松川俣線重用区間）（榎戸2丁目（安達ケ原入口交差点） 終点）

### 沿線にある施設など
- 原町郵便局
- 福島県立相馬農業高等学校
- 南相馬ジャスモール
- 福島県立原町高等学校
- 南相馬市立石神第二小学校
- 高の倉ダム
- 山木屋郵便局
- 山木屋地区復興拠点商業施設とんやの郷
- 二本松市役所東和支所
- 東和郵便局
- 太田郵便局
- 安達ヶ原ふるさと村